# A60 road
Die A60 road (englisch für Straße A60) ist eine 95,7 km lange, teilweise als Primary route ausgewiesene Straße in England, die Loughborough nördlich von Leicester mit Doncaster in South Yorkshire verbindet.

## Verlauf

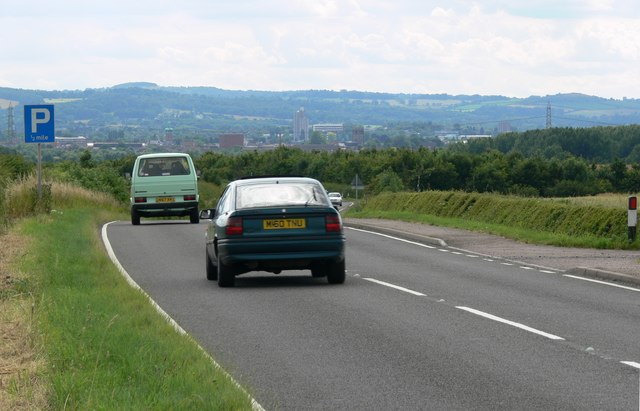
Die A60 nördlich von Loughborough (Aufnahme 2008)

Die Straße führt von Loughborough, wo sie von der A6 road abzweigt, nach Norden, kreuzt südlich von Nottingham die diese Stadt umgehende A52 road und durchquert Nottingham. Nördlich dieser Stadt zweigt die A614 road ab. Die A60 führt weiter durch Mansfield sowie ein kurzes Stück durch Derbyshire nach Worksop, das wieder in Nottinghamshire liegt. Hier wird die A57 road (mit kurzem gemeinsamem Verlauf) gekreuzt. Die A60 verliert ihren Charakter als Primary route und verläuft weiter nach Norden zum A1(M) motorway, der nahe seiner Kreuzung mit dem M18 motorway gequert wird. Die A60 setzt sich noch rund 3 km bis zu ihrem Ende in Doncaster fort.